# Dalkarlen
Dalkarlen är en sjö i Säters kommun i Dalarna och ingår i Dalälvens huvudavrinningsområde. Sjön har en area på 0,738 kvadratkilometer och ligger 162 meter över havet.

## Delavrinningsområde
Dalkarlen ingår i det delavrinningsområde (668870-149843) som SMHI kallar för Utloppet av Dalkarlen. Medelhöjden är 179 meter över havet och ytan är 5,29 kvadratkilometer. Räknas de 5 avrinningsområdena uppströms in blir den ackumulerade arean 36,87 kvadratkilometer. Vattendraget som avvattnar avrinningsområdet har biflödesordning 3, vilket innebär att vattnet flödar genom totalt 3 vattendrag innan det når havet efter 196 kilometer. Avrinningsområdet består mestadels av skog (54 procent) och jordbruk (11 procent). Avrinningsområdet har 0,75 kvadratkilometer vattenytor vilket ger det en sjöprocent på 14,1 procent.